# لیندا مولین (بازیکن فوتبال)
لیندا مولین (انگلیسی: Linda Molin؛ زادهٔ ۶ مهٔ ۱۹۹۲) بازیکن فوتبال اهل سوئد است.
از باشگاه‌هایی که در آن بازی کرده‌است می‌توان به اومئا آی‌کی اشاره کرد.
وی همچنین در تیم ملی فوتبال Sweden U19 بازی کرده‌است.